# Celles (Cantal)
Pour les articles homonymes, voir Celles.
Pour les articles ayant des titres homophones, voir Celle, Selle et Selles.
Celles est une commune française située dans le département du Cantal et la région Auvergne-Rhône-Alpes. Du 1er décembre 2016 au 31 décembre 2024, elle a eu le statut de commune déléguée au sein de la commune nouvelle de Neussargues en Pinatelle. Elle est redevenue une commune de plein exercice le 1er janvier 2025.

## Géographie

### Localisation
La commune est située au nord de la planèze de Saint-Flour et à proximité de la vallée de l'Alagnon. Le bourg de Neussargues n'est qu'à environ 2 km à vol d'oiseau de Ribes, hameau où se trouve la mairie.

### Communes limitrophes
Les communes limitrophes sont La Chapelle-d'Alagnon, Coltines, Ussel, Virargues, Neussargues-Moissac (d) et Chalinargues.
| Virargues             | Chalinargues | Neussargues-Moissac |
| La Chapelle-d'Alagnon | Celles       |                     |
| Ussel                 |              | Coltines            |

## Histoire
La commune a fusionné le 1er décembre 2016 avec les communes de Chalinargues, Chavagnac, Neussargues-Moissac et Sainte-Anastasie pour constituer la commune nouvelle de Neussargues en Pinatelle,.
À la suite de la demande de quatre des cinq anciennes communes constitutives de Neussargues en Pinatelle dont Celles, elle redevient une commune de plein exercice le 1er janvier 2025,.

## Politique et administration
| Période                                  | Période       | Identité           | Étiquette | Qualité                |
| ---------------------------------------- | ------------- | ------------------ | --------- | ---------------------- |
| Les données manquantes sont à compléter. |               |                    |           |                        |
| mars 2001                                | décembre 2016 | Marie-Pierre Rigal | DVD       | Agricultrice retraitée |

| Période       | Période       | Identité           | Étiquette | Qualité                |
| ------------- | ------------- | ------------------ | --------- | ---------------------- |
| décembre 2016 | mai 2020      | Marie-Pierre Rigal | DVD       | Agricultrice retraitée |
| mai 2020      | décembre 2024 | Thierry Dalle      |           |                        |

| Période                                  | Période  | Identité | Étiquette | Qualité |
| ---------------------------------------- | -------- | -------- | --------- | ------- |
| Les données manquantes sont à compléter. |          |          |           |         |
| janvier 2025                             | En cours |          |           |         |

## Démographie
L'évolution du nombre d'habitants est connue à travers les recensements de la population effectués dans la commune depuis 1793. Pour les communes de moins de 10 000 habitants, une enquête de recensement portant sur toute la population est réalisée tous les cinq ans, les populations de référence des années intermédiaires étant quant à elles estimées par interpolation ou extrapolation. Pour la commune, le premier recensement exhaustif entrant dans le cadre du nouveau dispositif a été réalisé en 2008.

En 2022, la commune comptait 217 habitants, en évolution de +0,93 % par rapport à 2016 (Cantal : −1,08 %, France hors Mayotte : +2,11 %).
| 1793  | 1800 | 1806 | 1821 | 1831 | 1836 | 1841 | 1846 | 1851 |
| ----- | ---- | ---- | ---- | ---- | ---- | ---- | ---- | ---- |
| 1 027 | 823  | 778  | 779  | 815  | 806  | 725  | 702  | 653  |

| 1856 | 1861 | 1866 | 1872 | 1876 | 1881 | 1886 | 1891 | 1896 |
| ---- | ---- | ---- | ---- | ---- | ---- | ---- | ---- | ---- |
| 676  | 632  | 640  | 663  | 634  | 579  | 619  | 603  | 618  |

| 1901 | 1906 | 1911 | 1921 | 1926 | 1931 | 1936 | 1946 | 1954 |
| ---- | ---- | ---- | ---- | ---- | ---- | ---- | ---- | ---- |
| 597  | 600  | 513  | 520  | 503  | 469  | 416  | 363  | 367  |

| 1962 | 1968 | 1975 | 1982 | 1990 | 1999 | 2006 | 2008 | 2013 |
| ---- | ---- | ---- | ---- | ---- | ---- | ---- | ---- | ---- |
| 322  | 281  | 257  | 229  | 221  | 239  | 235  | 235  | 217  |

| 2018 | 2022 | - | - | - | - | - | - | - |
| ---- | ---- | - | - | - | - | - | - | - |
| 211  | 217  | - | - | - | - | - | - | - |

## Culture locale et patrimoine

### Lieux et monuments
- Commanderie de Celles du XIIIe siècle rebâti en XIVe siècle. L'édifice est classé au titre des monuments historiques en 1990[12].
- Tumulus de Chelles : tumulus daté de l'époque gauloise, fouillé au début du XXe siècle[13] détruit lors de l’agrandissement de la gare de Neussargues[14].

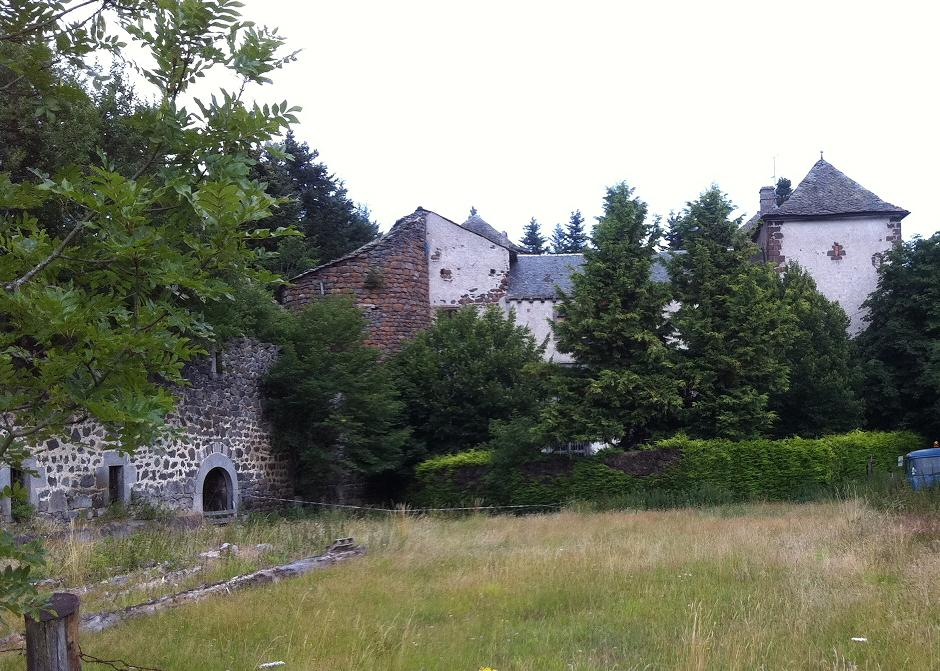
Commanderie templière de Celles